# 景文春
景文春（1949年—），男，黑龙江哈尔滨人，中国人民解放军将领、中国人民解放军中将。

## 生平
毕业于中共中央党校。2004年，接替李永金，担任北京军区空军司令员。2006年，由贾永生接任。2006年，授中国人民解放军中将军衔。后升任空军副司令员。